# Tacciana Karatkiewicz
Tacciana Mikałajeuna Karatkiewicz (biał. Таццяна Мікалаеўна Караткевіч, ros. Татьяна Николаевна Короткевич, Tatjana Nikołajewna Korotkiewicz ; ur. 8 marca 1977 w Mińsku) – białoruska polityk, aktywistka kampanii społecznej Mów prawdę! i członkini opozycyjnej Białoruskiej Socjaldemokratycznej Partii, kandydatka na urząd prezydenta Białorusi w wyborach prezydenckich w 2015 roku.

## Życiorys
Urodziła się 8 marca 1977 roku w Mińsku w rodzinie robotniczej, tamże ukończyła szkołę średnią. Ukończyła studia na wydziale psychologii Białoruskiego Państwowego Uniwersytetu Pedagogicznego im. Maksima Tanka. Przez 11 lat wykładała psychologię na Uniwersytecie Pedagogicznym oraz na Białoruskim Uniwersytecie Państwowym. W latach 2007–2009 kierowała działem socjalnej adaptacji i rehabilitacji w centrum obsługi socjalnej Leninowskiego rejonu Mińska. W 2012 ukończyła studia magisterskie z psychologii na Białoruskim Uniwersytecie Państwowym. Od 2013 dyrektor organizacji społecznej "Rodzinna placówka", zajmującą się pomocą osobom, które okazały się w ciężkiej sytuacji życiowej.

## Działalność polityczna
Podczas studiów na Uniwersytecie Pedagogicznym dołączyła do młodzieżówki Białoruskiej Socjaldemokratycznej Partii, później wstąpiła do tej partii. Działała w grupie inicjatywnej Siamiona Domasza w 2001 roku i Aleksandra Kazulina w 2006 roku. Od 2010 roku działa w kampanii społecznej Mów prawdę!, m.in. pomagając mieszkańcom, niezadowolonym planami zabudowy Mińska oraz walcząc o nadanie ulicy i stacji metra w Mińsku imienia Wasila Bykowa. Podczas wyborów prezydenckich 2010 roku była zaufaną osobą kandydata Władzimira Niaklajewa. Kandydowała do Izby Reprezentantów na wyborach parlamentarnych w 2012 roku oraz w 2016 roku.

### Udział w wyborach prezydenckich 2015 roku
W 2015 roku została kandydatką kampanii "Mów Prawdę" na urząd prezydenta, uzyskując poparcie Białoruskiego Frontu Ludowego oraz innych organizacji, należących do koalicji "Ludowe referendum", w tym ruchu Za Wolność. W głosowaniach internetowych w marcu 2015 roku Karatkiewicz uzyskiwała więcej głosów, niż inni opozycyini kandydaci. Socjaldemokratyczna Partia oficjalnie nie poparła kandydatury Karatkiewicz. Inicjatywna grupa Tacciany Karatkiewicz jako jedyna spośród grup kandydatów, popieranych przez partie opozycyjne, zebrała wymaganą liczbę podpisów. Pozycjonowała siebie jako kandydat koalicji "Narodne referendum" oraz jako jedyna demokratyczna alternatywa. Została pierwszą kobietą, zarejestrowaną jako kandydat na prezydenta Białorusi.
Jako kandydat na urząd prezydenta Tacciana Karatkiewicz opowiadała się za sprawiedlowością społeczną, ale też za liberalizacją gospodarczą i ułatwieniem działalności przedsiębiorców, oraz za demokratyzacją systemu politycznego i neutralnością Białorusi.
Według oficjalnych wyników, uzyskała 4,4% głosów, zajmując drugie miejsce po urzędującym prezydencie Aleksandrze Łukaszence.

### Po 2015 roku
W 2020 roku Tacciana Karatkiewicz przewodziła grupie inicjatywnej mającej na celu nominowanie współprzewodniczącego „Mów prawdę!” Andrieja Dmitriewa na kandydata w wyborach prezydenckich w 2020 roku. W 2024 roku Karatkiewicz otrzymała 15 dni aresztu administracyjnego na podstawie artykułu politycznego za „zakazane” zdjęcie w swoich sieciach społecznościowych.